# 狭叶猪屎豆
狭叶猪屎豆（学名：Crotalaria ochroleuca）为豆科猪屎豆属下的一个种。生长在荒地薄土密阴干燥处。原产非洲。现在中国广东、海南及广西有栽培。